# Superligaen 2009/2010
Superligaen 2009/2010 var den 20:e säsongen av Superligaen, anordnad av Dansk Boldspil-Union för att kora danska mästare i fotboll. Serien spelades mellan 18 juli 2009 och 16 maj 2010, med vinteruppehåll. Titelförsvarare var FC Köpenhamn.
Danska mästarna kvalificerade sig för kvalspelet till Champions League 2010/2011. Tvåan och trean kvalificerade sig för kvalomgångarna till Europa League 2010/2011. Elvan och tolvan flyttades ner till 1. division. Ettan och tvåan i 1. Division flyttades upp till Superligaen.
Den 5 maj 2010 säkrade FC Köpenhamn titeln för sjunde gången på 17 år, detta genom att besegra HB Køge med 4-0.

## Lag och städer

### Städer och arenor
Dansk Boldspil-Union har listat flera krav för anläggningarna. De skall minst ha en publikkapacitet på 10 000, minst 3 000 sittplatser. Dessutom är värmeslingor under marken ett krav. En nykomling kan dock få ett års undantag.
| Lag             | Ort       | Arena                    | Kapacitet | P 08/09 | Första säsong | Notering om arenor                                                          |
| --------------- | --------- | ------------------------ | --------- | ------- | ------------- | --------------------------------------------------------------------------- |
| AGF             | Århus     | Energi Nord Arena        | 21 000    | 6       | 1918/1919     | Bara sittplatser                                                            |
| Brøndby IF      | Brøndby   | Brøndby Stadion          | 29 000    | 3       | 1982          | 23 400 sittplatser                                                          |
| Esbjerg fB      | Esbjerg   | Blue Water Arena         | 18 000    | 9       | 1928/1929     | 11 451 sittplatser                                                          |
| FC Köpenhamn    | Köpenhamn | Parken                   | 34 098    | 1       | 1992/1993     | Bara sittplatser                                                            |
| FC Midtjylland  | Herning   | MCH Arena                | 11 809    | 4       | 2000/2001     | 7 409 sittplatser                                                           |
| FC Nordsjælland | Farum     | Farum Park               | 10 000    | 8       | 2002/2003     | 9 800 sittplatser. Inga värmeslingor.                                       |
| HB Køge         | Herfølge  | SEAS-NVE Park            | 8 000     | 1 (D1)  | 2009/2010     | 3 400 sittplatser. Inga värmeslingor. Alternativ hemmaplan är Køge Stadion. |
| Odense BK       | Odense    | Fionia Park              | 15 761    | 2       | 1927/1928     | 13 990 sittplatser                                                          |
| Randers FC      | Randers   | Essex Park Randers       | 12 000    | 5       | 1941/1942     | 6 114 sittplatser                                                           |
| Silkeborg IF    | Silkeborg | Silkeborg Stadion        | 10 000    | 2 (D1)  | 2009/2010     | 5 500 sittplatser. Inga värmeslingor.                                       |
| SønderjyskE     | Haderslev | Haderslev Fodboldstadion | 10 000    | 10      | 2000/2001     | 1 650 sittplatser.                                                          |
| AaB             | Ålborg    | NRGi Park                | 13 800    | 7       | 1918/1919     | 8 997 sittplatser                                                           |

### Förändringar på tränarfronten
| Lag            | Avgående tränare  | Anledning till avgång | Ledig tjänst    | Ersatt av          | Blev utsedd     | Tabellplacering |
| -------------- | ----------------- | --------------------- | --------------- | ------------------ | --------------- | --------------- |
| SønderjyskE    | Carsten Broe      | Avgick                | 6 juni 2009     | Michael Hemmingsen | Okänt           | Före säsongen   |
| FC Midtjylland | Thomas Thomasberg | Fick sparken          | 11 augusti 2009 | Allan Kuhn         | 12 augusti 2009 | 9               |
| Randers FC     | John Jensen       | Fick sparken          | 6 oktober 2009  | Ove Christensen    | 7 oktober 2009  | 12              |
| Brøndby IF     | Kent Nielsen      | Fick sparken          | 25 mars 2010    | Henrik Jensen      | 26 mars 2010    | 7               |

## Tabeller

### Poängtabell
| Nr | Lag               | S  | V  | O  | F  | GM | IM | MS  | P  |
| -- | ----------------- | -- | -- | -- | -- | -- | -- | --- | -- |
| 1  | FC Köpenhamn (RM) | 33 | 21 | 5  | 7  | 61 | 22 | +39 | 68 |
| 2  | Odense BK         | 33 | 17 | 8  | 8  | 46 | 34 | +12 | 59 |
| 3  | Brøndby IF        | 33 | 15 | 7  | 11 | 57 | 50 | +7  | 52 |
| 4  | Esbjerg fB        | 33 | 13 | 11 | 9  | 48 | 43 | +5  | 50 |
| 5  | AaB               | 33 | 13 | 9  | 11 | 36 | 30 | +6  | 48 |
| 6  | FC Midtjylland    | 33 | 14 | 5  | 14 | 45 | 48 | −3  | 47 |
| 7  | FC Nordsjælland   | 33 | 12 | 7  | 14 | 40 | 41 | −1  | 43 |
| 8  | Silkeborg IF (U)  | 33 | 12 | 7  | 14 | 47 | 51 | −4  | 43 |
| 9  | SønderjyskE       | 33 | 11 | 8  | 14 | 32 | 37 | −5  | 41 |
| 10 | Randers FC        | 33 | 10 | 10 | 13 | 37 | 43 | −6  | 40 |
| 11 | AGF               | 33 | 10 | 8  | 15 | 36 | 47 | −11 | 38 |
| 12 | HB Køge (U)       | 33 | 4  | 7  | 22 | 30 | 69 | −39 | 19 |

### Resultattabell
| Hemma \ Borta   | AGF | BIF | EFB | FCK | FCM | FCN | HBK | OB  | RFC | SIF | SØN | AAB | AGF | BIF | EFB | FCK | FCM | FCN | HBK | OB  | RFC | SIF | SØN | AAB |
| --------------- | --- | --- | --- | --- | --- | --- | --- | --- | --- | --- | --- | --- | --- | --- | --- | --- | --- | --- | --- | --- | --- | --- | --- | --- |
| AGF             |     | 1–0 | 1–1 | 0–0 | 2–4 | 0–2 | 2–1 | 2–2 | 0–0 | 2–2 | 2–1 | 1–0 |     |     |     |     | 2–2 |     | 0–3 | 0–3 |     | 1–2 | 1–2 | 0–2 |
| Brøndby IF      | 1–0 |     | 2–4 | 0–2 | 3–1 | 6–3 | 6–1 | 2–2 | 1–1 | 2–2 | 1–1 | 0–2 | 1–0 |     |     |     | 1–1 | 0–1 | 1–3 | 1–3 |     |     |     | 2–0 |
| Esbjerg fB      | 3–2 | 2–1 |     | 0–0 | 2–1 | 3–3 | 3–2 | 1–2 | 0–0 | 4–0 | 2–0 | 2–0 | 0–4 | 1–1 |     |     |     |     | 2–1 | 1–2 |     |     |     | 1–1 |
| FC Köpenhamn    | 0–1 | 1–1 | 2–1 |     | 2–0 | 0–2 | 7–1 | 2–0 | 3–0 | 1–1 | 3–1 | 2–0 | 5–0 | 2–0 | 3–2 |     |     |     | 4–0 |     | 2–0 | 1–0 |     |     |
| FC Midtjylland  | 1–0 | 2–4 | 0–0 | 1–4 |     | 0–2 | 2–1 | 2–2 | 4–1 | 3–0 | 0–2 | 2–0 |     |     | 3–0 | 3–2 |     | 1–0 | 2–1 |     | 2–1 |     | 0–0 |     |
| FC Nordsjælland | 0–2 | 0–1 | 0–4 | 2–0 | 3–0 |     | 1–1 | 0–2 | 2–2 | 3–0 | 3–1 | 1–1 | 0–1 |     | 1–0 | 0–3 |     |     |     |     | 1–1 | 0–1 |     |     |
| HB Køge         | 1–1 | 1–2 | 1–2 | 0–2 | 1–0 | 1–1 |     | 1–3 | 1–2 | 1–1 | 1–0 | 0–5 |     |     |     |     |     | 1–2 |     | 1–2 |     | 1–4 | 1–2 | 0–3 |
| Odense BK       | 2–0 | 0–1 | 0–0 | 1–1 | 1–0 | 2–0 | 1–0 |     | 1–0 | 1–0 | 3–1 | 2–1 |     |     |     | 0–2 | 1–2 | 2–1 |     |     | 1–3 |     | 1–1 | 1–1 |
| Randers FC      | 2–3 | 1–3 | 0–1 | 1–0 | 2–0 | 0–0 | 1–1 | 1–1 |     | 1–2 | 0–0 | 0–3 | 2–1 | 1–3 | 4–0 |     |     |     | 2–1 |     |     | 0–2 |     | 3–1 |
| Silkeborg IF    | 1–4 | 4–1 | 2–3 | 2–0 | 4–0 | 1–4 | 3–0 | 3–1 | 1–3 |     | 1–1 | 1–1 |     | 3–0 | 2–2 |     | 0–2 |     |     | 0–1 |     |     | 1–2 |     |
| SønderjyskE     | 1–0 | 2–4 | 1–1 | 0–1 | 0–2 | 1–0 | 0–0 | 2–0 | 1–0 | 4–0 |     | 2–0 |     | 1–3 | 1–0 | 0–2 |     | 0–1 |     |     | 0–1 |     |     |     |
| AaB             | 0–0 | 1–2 | 0–0 | 1–2 | 1–0 | 1–0 | 0–0 | 1–0 | 1–1 | 0–1 | 1–0 |     |     |     |     | 1–0 | 3–2 | 2–1 |     |     |     | 1–0 | 1–1 |     |

## Mål
Källor: DBU (danska)

### Skytteligan
| Position | Spelare                   | Lag            | Mål |
| -------- | ------------------------- | -------------- | --- |
| 1        | Peter Utaka               | OB             | 18  |
| 2        | Tim Janssen               | Esbjerg fB     | 15  |
| 3        | Dame N'Doye               | FC Köpenhamn   | 14  |
| 4        | Rajko Lekic               | Silkeborg IF   | 13  |
| 5        | Morten "Duncan" Rasmussen | Brøndby IF     | 12  |
| 6        | Christian Holst           | Silkeborg IF   | 11  |
| 6        | César Santin              | FC Köpenhamn   | 11  |
| 8        | Mikkel Beckmann           | Randers FC     | 10  |
| 8        | Kenneth Fabricius         | SønderjyskE    | 10  |
| 10       | Frank Kristensen          | FC Midtjylland | 9   |

### Självmål
- Allan K. Jepsen (Randers) för Brøndby (17 augusti 2009)
- Jim Larsen (Silkeborg) för AGF (22 augusti 2009)
- Nicklas Svendsen (HB Køge) för Odense (20 september 2009)
- Nicklas Svendsen (HB Køge) för Odense (20 september 2009)
- Mikkel Vendelbo (Esbjerg) för AGF (28 september 2009)
- Anders Egholm (SønderjyskE) för AGF (3 oktober 2009)
- Nenad Novakovic (Nordsjælland) för Brøndby (4 oktober 2009)
- Winston Reid (Midtjylland) för AGF (31 oktober 2009)
- Jens Gjesing (AGF) för Midtjylland (31 oktober 2009)
- Jens Gjesing (AGF) för HB Køge (7 november 2009)
- Jim Larsen (Silkeborg) för Odense (7 november 2009)
- Kevin Conboy (Esbjerg) för Brøndby (8 november 2009)
- Kian Hansen (Esbjerg) för Nordsjælland (21 mars 2010)
- Anders Østli (SønderjyskE) för Köpenhamn (21 mars 2010)
- Kasper Bøgelund (AaB) för Randers FC (5 maj 2010)
- Jakob Poulsen (AGF) för SønderjyskE (6 maj 2010)
- Mikkel Bischoff (Brøndby IF) för Randers FC (16 maj 2010)

### Hattrick
| Målskytt                  | Match                     | Datum          |
| ------------------------- | ------------------------- | -------------- |
| Rajko Lekic               | Silkeborg mot Midtjylland | 26 juli 2009   |
| Morten "Duncan" Rasmussen | Brøndby mot Nordsjælland  | 4 oktober 2009 |
| César Santin              | Köpenhamn mot AGF         | 7 mars 2010    |
| Christian Holst           | Silkeborg mot HB Køge     | 28 mars 2010   |
| Tim Janssen               | Esbjerg mot Silkeborg     | 6 maj 2010     |

## Säsongsstatistik

### Målskytte
- Säsongens första mål: Stephan Petersen för Nordsjælland mot Köpenhamn (18 juli 2009)
- Snabbaste mål i en match: Peter Graulund (16 sekunder) för AGF mot AaB (20 juli 2009)
- Största vinstmarginal: Köpenhamn 7–1 HB Køge (25 juli 2009)
- Flest mål i en match: Brøndby 6–3 Nordsjælland (4 oktober 2009)
- Säsongens första hat trick: Rajko Lekic för Silkeborg mot Midtjylland (26 juli 2009)

### Markeringskort
- Första gula kortet: Benjamin Kibebe för Nordsjælland mot Köpenhamn (18 juli 2009)
- Första röda krotet: Tim Janssen för Esbjerg mot Brøndby (26 juli 2009)
- Snabbaste röda kortet i en match: Johan Absalonsen (55 minutes) för OB mot AGF (3 augusti 2009)

### Publiksiffror
Källor: DanskFodbold.com (danska)
| Lag          | Genomsnitt | Högsta | Lägsta |
| ------------ | ---------- | ------ | ------ |
| Köpenhamn    | 19 338     | 30 191 | 12 046 |
| Brøndby      | 14 372     | 22 795 | 9 349  |
| AGF          | 11 879     | 19 210 | 7 038  |
| Esbjerg      | 9 052      | 15 316 | 5 306  |
| OB           | 8 670      | 14 569 | 4 553  |
| AaB          | 7 517      | 10 561 | 4 851  |
| Midtjylland  | 7 107      | 9 869  | 5 487  |
| Randers      | 5 977      | 11 824 | 2 649  |
| Silkeborg    | 4 656      | 8 340  | 2 552  |
| Nordsjælland | 4 636      | 7 609  | 2 787  |
| SønderjyskE  | 3 419      | 5 852  | 1 554  |
| HB Køge      | 2 068      | 5 079  | 707    |

## Anmärkningslista
1. ↑  Blir tränare då han får P-licencs. Under tiden är Frank Andersen tränare.[4]
2. ↑  FC Nordsjælland kvalificerade sig för Europa League genom att ha vunnit danska cupen
3. ↑  Randers FC kvalificerade sig för Europa League genom Uefa:s fair play-ranking